# 聚苯硫醚
聚苯硫醚（Polyphenylene sulfide，缩写PPS）是分子中含有对亚苯基硫醚重复结构单元的聚合物，是一种新型功能性工程塑料。

## 性质
聚苯硫醚为白色至微黄色粉末，玻璃化转变温度89 °C，热变形温度＞260 °C，具有较高的热稳定性，可在220 °C时连续使用。具有自熄性。耐化学腐蚀性优异，对有机醇、酮、酸、酯、芳香烃、氯代烃以及无机酸、碱、盐均稳定。溶于氯代联苯，不溶于170 °C以下的大多数溶剂。自身是绝缘体，但氧化或掺杂后可成为半导体。

## 制取
由对二氯苯和硫化钠在N-甲基吡咯烷酮或含碱金属羧酸盐（如乙酸钠）的有机性溶剂中缩聚而得。2010年，旭光資源為中國產能最大PPS樹脂生產商之一。

## 用途
可用作工业上燃煤锅炉袋滤室的过滤织物，玻璃、钢材、陶瓷、铝、银、镀铬和镀镍制品的粘合剂。广泛用于制造电器零件、汽车零件、精密仪器零件、各种模型制品和层压材料等。